# Rossini Perez
Rossini Quintas Perez ORB (Macaíba, 1932 – Rio de Janeiro, 18 de março de 2020) foi um premiado artista brasileiro com dezenas de exposições e obras nos mais importantes museus nacionais e estrangeiros. Gravador, fotógrafo e desenhista, foi professor de gravura em Brasília e Rio de Janeiro, além de Senegal, México e outros países da América Latina.
Morreu em 18 de março de 2020, aos 88 anos de idade.

## Biografia
Filho mais novo do casal formado por uma seridoense e um empreiteiro emigrante galego, oriundo de San Andrés de Porqueirós, conselho de Moinhos na Galiza, Quintas Perez nasceu em 1931 na cidade de Macaíba, no estado do Rio Grande do Norte, distante 14 quilômetros da capital, Natal.
Em 1934, por motivo de trabalho, o pai precisou se mudar com a mulher e os quatro filhos para Fortaleza, capital do estado vizinho, o Ceará. Mas os problemas de saúde de Rossini se agravavam. Em busca de tratamento, sempre acompanhado pela mãe, ia constantemente ao Rio de Janeiro até que em 1943 acabaram se estabelecendo em definitivo na cidade. O pai, a irmã (Veleda) e os dois irmãos (Ruthenio e Renard Perez) juntaram-se a eles pouco tempo depois.

### Morte
Rossini Perez morreu em 18 de março de 2020, aos 88 anos de idade, devido a pneumonia.

## Início da Carreira
Rossini Perez começou a desenhar e pintar por acaso. Devido aos problemas de saúde ainda na infância, demorou muito para ir à escola, passando longas horas em casa sem ter o que fazer. Os médicos diziam que ele não passaria dos 15 anos de idade. Aos poucos foi se aproximando dos livros de arte dos pais e enquanto repousava, admirava as imagens. Dessa maneira o interesse pela pintura surgia.
Radicado no Rio de Janeiro, passou a frequentar a Associação Brasileira de Desenho e as primeiras aulas foram com Ado Malagoli, antigo integrante do Núcleo Bernardelli. Foi se integrando à cena cultural local do início da década de 1950, período marcado por significativas mudanças no sistema das artes plásticas brasileiras.
Assim que soube da segunda edição da Bienal Internacional de São Paulo, viajou para a capital paulista, curioso para observar de perto as tendências artísticas. Impressionado com as gravuras de autoria de Edvard Munch, naquele momento decidiu que iria se aprofundar na técnica, que embora fosse muito antiga, usada na reprodução de mapas, plantas arquitetônicas, brasões, partituras musicais, fazia pouco tempo que passara a ter implicações de ordem estética.
Ao voltar para o Rio de Janeiro, passou a estudar na Escolinha de Arte do Brasil, sob orientação de Oswaldo Goeldi. Assim, em bem pouco tempo, participava da 1º Exposição Nacional de Arte Abstrata, no Hotel Quitandinha, em Petrópolis.
Ávido por dominar a técnica de gravar, passou da Escolinha de Arte para o Instituto Municipal de Belas Artes, onde Iberê Camargo mantinha um pequeno grupo de alunos desenvolvendo gravuras em metal. E teve aulas de história da arte, análise crítica e interpretação de obras famosas com Fayga Ostrower.

## Fases Artísticas
Durante a década de 1950, os trabalhos de Rossini Perez foram feitos em linóleo e retratavam barcos, morros e favelas cariocas, além de palafitas e escadas, marcadas por linhas e planos sucessivos que se multiplicam sobre o papel. As obras dele nunca tiveram conotação política e as referências sempre foram as coisas que estavam ao seu redor como as treliças e forros dos quartos, os relevos dos tecidos dos edredons e os carretéis de costura da mãe.
Nos anos 1960, dedicou-se à gravura em metal. Os trabalhos foram perdendo as fronteiras dos contornos e os desenhos ganharam um aspecto abstrato, mesmo que em muitos momentos apresentem algum tipo de signo como os nós e novelos torcidos e enroscados, envoltos em cintas que passaram a ser recorrentes nas obras do final da década.
Nesta época, aperfeiçoou-se em litografia na Rijksakademie, em Amsterdã, na Holanda, como bolsista da UNESCO, residiu em Paris de 1963 até 1972, mantendo ateliê na Rue de la Roquette quando conviveu com os também artistas Arthur Luiz Piza, Flávio Shiró, Frans Krajcberg, Lygia Clark, Sérgio de Camargo, Sérvulo Esmeraldo, além de Gilberto Chateaubriand. De acordo com matéria de capa da Revista Manchete da época (cerca de 1970), “para eles Paris é uma festa”.
Após temporada no Senegal entre 1974 e 1975, onde criou uma oficina de gravura em metal na Escola Nacional de Belas Artes de Dacar, passou a incorporar em seu trabalho algumas cores e um novo vocabulário existentes em ícones e símbolos dos tecidos, pulseiras, braceletes e demais adornos comercializados no Mercado Sandaga.
Nos anos 1990, dedicou-se à série Leques, que à primeira vista mostra-se rica em detalhes trançados como as rendas, mas que acaba revelando aos olhares mais atentos um conglomerado de órgãos sexuais masculinos.

## Professor de Gravura
Na metade dos anos 1950, Rossini Perez adquiriu uma prensa e passou a trabalhar sozinho, expondo em coletivas, salões e bienais internacionais, conquistando diversos prêmios e encerrando, assim, a fase de aprendizado. Foi quando surgiu, em 1959, o projeto do Ateliê de Gravura do Museu de Arte Moderna do Rio de Janeiro, ainda em construção. Convidado para ser assistente do gravador inglês Johnny Friedlaender que passou quatro meses na cidade para ministrar o curso inaugural da instituição junto com a ex-aluna Edith Behring. Para garantir o sucesso da iniciativa, dentre os alunos estavam Maria Bonomi e Tuni Murtinho, depois vieram Anna Letycia, Isabel Pons, Farnese de Andrade, Roberto de Lamonica e, assim, a capital fluminense se tornou o polo mais importante da gravura, onde toda uma geração ali se reunia.
Pouco tempo depois foi convidado para implantar a oficina de gravura do Instituto Brasil-Bolívia, na cidade de La Paz. Na sequência foi para Lima, no Peru, orientar na condição de artista convidado, o ateliê da Escola de Belas Artes.
Em 1965, foi convidado pela Fundação Calouste Gulbenkian para orientar o ateliê da Cooperativa de Gravadores Portugueses, em Lisboa, em Portugal.
Após 10 anos vivendo em Paris, fixou residência inicialmente na capital federal e foi convidado a reabrir a Oficina de Gravura da Universidade de Brasília (UnB), em 1972, onde permaneceu pouco tempo porque na época aceitou o convite do Itamaraty para criar uma oficina de gravura em metal na Escola Nacional de Belas Artes de Dacar, no Senegal, onde viveu entre 1974 e 1975, retornando várias vezes depois ao país africano, durante os 14 anos seguintes.
Quando voltou definitivamente da África para o Brasil, implantou a oficina do Centro de Criatividade Fundação Cultural do Distrito Federal, em Brasília de onde foi mais uma vez professor até a instituição ser fechada, fazendo-o retornar para o Rio de Janeiro, cidade onde vive até hoje.
Depois de anos, Rossini assumiu mais uma vez as funções de professor no Ateliê de Gravura do MAM (1983-1986), na capital fluminense, até as atividades do local também serem extintas.

## Fotógrafo
Além de gravador e professor, Perez é fotógrafo. O interesse surgiu cedo, aos 7 anos de idade, quando ganhou uma câmera e fotografava as ruelas perto de sua casa, em Fortaleza. No Rio de Janeiro registra estátuas que ornam as ruas e cemitérios, datadas do início do século XIX, porque eram importadas de Paris, onde havia uma fábrica especializada em fazer por encomenda obras originais e cópias de outras famosas.
Ao longo da vida, documentou as transformações da capital fluminense, resultantes das construções e demolições de edificações como o Palácio Monroe e a mansão Guinle na Praia de Botafogo, ambas destruídas na década de 1970.
Estima-se que ele tenha produzido cerca de 7,5 mil imagens que compõem os acervos do Instituto Moreira Salles e do Instituto do Patrimônio Histórico e Artístico Nacional (IPHAN).

## Acervos
O Museu Nacional de Belas Artes, no Rio de Janeiro é o mais importante guardião das gravuras de Rossini Perez, mas há também exemplares na Fundação Biblioteca Nacional, nos Museus Museu Castro Maya e de Museu de Arte Moderna, da mesma cidade; na Pinacoteca do Estado de São Paulo, no acervo do Banco Itaú, Museu de Arte Contemporânea e Museu de Arte Moderna, em São Paulo; no Museu Histórico e Diplomático do Itamaraty, Museu do Supremo Tribunal Federal, Museu Histórico do Senado Federal, em Brasília; e no Museu Oscar Niemeyer, em Curitiba.
A mais recente aquisição deu-se em 2017, quando a Biblioteca Mário de Andrade, na capital paulista, incorporou 170 obras dele em seu acervo.
No exterior, há obras do artista no Museu Nacional de Soares dos Reis, na cidade do Porto, em Portugal; no Rijksakademie, em Amsterdã, na Holanda; na Coleção de Arte Latino Americana da Universidade de Essex, no Reino Unido e no Blanton Museu de Arte da Universidade do Texas, em Austin, nos Estados Unidos.

## Exposições
Ao longo da vida Rossini Perez participou de 24 mostras individuais, mais de 100 coletivas sendo 11 Bienais Internacionais de Arte e/ou Gravura, incluindo Bradford (1968), Carrara (1959), Cracóvia (1970), México (1958), San Juan de Puerto Rico (1981 e 1983), Santiago do Chile (1968), São Paulo (1957,1965 e 1967), Tóquio (1957), dentre outras. A seguir destacamos:

### Individuais
- Instituto Brasil-Estados Unidos, Rio de Janeiro, 1955
- Galeria Ambiente, São Paulo, 1955
- Galeri S.A.I.B., Dacar, Senegal, 1975
- Museu de Arte Moderna, Rio de Janeiro, 1984
- Museu Nacional de Belas Artes, Rio de Janeiro, 1985
- Caixa Cultural, São Paulo, 2009-2010
- Estação Pinacoteca, São Paulo, 2013
- Museu de Arte do Rio (MAR), Rio de Janeiro, 2015

### Nacionais coletivas
- I Salão de Arte Moderna, Ministério da Educação e Saúde, Rio de Janeiro, 1952
- Salão dos Artistas Nacionais, Theatro Municipal, Rio de Janeiro, 1952
- IV Salão Municipal de Belas Artes, Theatro Municipal, Rio de Janeiro, 1952
- II Salão Nacional de Arte Moderna, Ministério da Educação e Saúde, Rio de Janeiro, 1953
- IV Salão de Naturezas-Mortas, Theatro Municipal, Rio de Janeiro, 1953
- III Salão Nacional de Arte Moderna, Ministério da Educação e Saúde, Rio de Janeiro, 1954
- Salão Preto e Branco, Rio de Janeiro, 1954
- III Bienal de São Paulo, 1955
- IV Salão Nacional de Arte Moderna, Ministério da Educação e Saúde, Rio de Janeiro, 1955
- V Salão Nacional de Arte Moderna, Ministério da Educação e Saúde, Rio de Janeiro, 1956
- V Salão Paulista de Arte Moderna, Galeria Prestes Maia, São Paulo, 1956
- Investigações. A Gravura Brasileira, no Itaú Cultural, São Paulo, 2000-2001
- Expresso Abstrato, Museu Imperial, Petrópolis, 2005

### Internacionais coletivas
- Arte Moderno en Brasil, países da América Latina, 1958
- Quatro Artistas Brasileiros, em Buenos Aires, Argentina, 1958
- Gravadores Brasileiros, em Assunção, Paraguai, 1958
- Arte Moderna Brasileira, em Munique, Alemanha, 1959
- Arte Moderna Brasileira, em Viena, Áustria, 1959
- Gravadores Brasileiros, países da América Latina, 1959
- Graveus Bréliliens, Hotel Ivoire, Abidjan, Costa do Marfim, 1979

### Póstumas
Arqueologia da criação: uma imersão no acervo-ateliê de Rossini Perez, 2021

## Prêmios
Em 2016, recebeu do Museu Nacional de Belas Artes homenagem junto a demais artistas, funcionários e colaboradores pelos serviços prestados à instituição e, portanto, relevantes para a comunidade. Em outras ocasiões foi agraciado com os seguintes prêmios ou bolsas:
- SAPS no IV Salão de Naturezas-Mortas, Theatro Municipal, Rio de Janeiro, 1953
- Aquisição no III Salão Paulista de Arte Moderna, Galeria Prestes Maia, São Paulo, 1954
- Certificado de Isenção de Juri no IV Salão Nacional de Arte Moderna, Ministério da Educação e Saúde, Rio de Janeiro, 1955
- Aquisição no V Salão Nacional de Arte Moderna, Ministério da Educação e Saúde, Rio de Janeiro, 1956
- Governo do Estado de São Paulo no V Salão Paulista de Arte Moderna, Galeria Prestes Maia, São Paulo, 1956
- Museu de Arte Moderna do Rio de Janeiro na IV Bienal de São Paulo, 1957
- Regina Feigl no VII Salão Nacional de Arte Moderna no Ministério da Educação e Saúde, Rio de Janeiro, 1958
- Internazionale Cittá di Carrara na II Bienal de Carrara, Itália, 1959
- Melhor Gravador no XIV Salão Municipal de Belas Artes, Museu de Arte de Belo Horizonte, 1959
- Viagem ao País no IX Salão Nacional de Arte Moderna, no Rio de Janeiro, 1960
- Bolsa UNESCO para estudar na Holanda, 1962
- Itamaraty na VIII Bienal de São Paulo, 1965
- I Prêmio de Gravura no Festival Casa de las Americas, em Havana, Cuba, 1969
- Aquisição no Salão de Belo Horizonte, Museu de Arte da Pampulha, em Minas Gerais, 1973
- Gravura na II Mostra Anual de Gravura, na casa da Gravura da Fundação Cultural de Curitiba, Paraná, 1978
- Bolsa de Pesquisa, Itamaraty, Brasília, 1994
- Ordem de Rio Branco no grau de Oficial suplementar por méritos civis, 2006[2]